# УЕФА суперкуп 2001.
УЕФА суперкуп 2001. је била фудбалска утакмица између немачког тима Бајерна из Минхена и енглеског тима Ливерпула. Утакмица је била одиграна 24. августа 2001. на Стаде Луј II, годишњем УЕФА Суперкупу који се такмичио између победника УЕФА Лиге шампиона и Купа УЕФА. Бајерн се по трећи пут појавио у Суперкупу, њихова два претходна наступа 1975. и 1976. завршила су поразом. Ливерпул је наступио у свом четвртом Суперкупу, освојио је такмичење 1977. и два пута изгубио 1978. и 1984. године.
Тимови су се квалификовали за такмичење победом у два сезонска европска такмичења. И Бајерн и Ливерпул победили су шпанске тимове у финалу такмичења. Бајерн је освојио УЕФА Лигу шампиона 2000–01, савладавши Валенсију резултатом 5–4 у извођењу пенала након што је меч завршио резултатом 1–1. Ливерпул је освојио Куп УЕФА 2000–01, победивши Алавес са 5–4.
Утакмици је присуствовало 13.824 гледалаца, Ливерпул је повео у првом полувремену када је Џон Арне Рис постигао гол. Ливерпул је повећао предност пре полувремена голом Емила Хескија. Ливерпул је постигао погодак одмах након почетка другог полувремена и повео у мечу са 3-0 након гола Мајкла Овена. Хасан Салихамиџић и Карстен Јанкер су постигли гол у другом полувремену, али је Ливерпоол издржао до краја меча и победио резултатом 3-2, остваривши своју другу победу у Суперкупу.

## Утакмица

### Резиме
Бајерн је добро кренуо, али је Ливерпул имао прву шансу на мечу. Мајкл Овен је са десне стране убацио лопту у шеснаестерац ка Емилу Хескију, чији ударац је голман скренуо у корнер. Бајерн је одмах одговорио, Овен Харгривс је јако шутирао али је лопта отишла високо преко гола Ливерпула. Девет минута након почетка утакмице, Ливерпулу је досуђен слободан ударац након фаула Роберта Ковача над Овеном. Слободан ударац који је извео Гари Мекалистер дочекао је Маркус Бабел, али је лопта отишла преко гола. Са све више прекршаја, први жути картон је додељен у 14. минуту. Везиста Ливерпула Дитмар Хаман добио је жути картон пошто је са леђа ударио Хасана Салихамиџића. Бајерн је средином првог полувремена почео да контролише меч, али је Ливерпул био тај који је постигао први гол на мечу. Дефанзивац Ливерпула Џон Арне Рисе је одузео лопту Харгривсу, Мекалистер је преузео контролу над изгубљеном лоптом и додао до Стивена Џерарда. Џерардово додавање ка Овену, који је био у простору низ десну страну терена. Овен је затим убацио ниски центаршут у шеснаестерац, који је заобишао Хексија, а је пронашао Рисеа који је постигао гол и довео Ливерпул у вођство.
а
Бајерн је одмах кренуо у напад након гола Ливерпула. Фаул Џерарда над дефанзивцем Бајерна Биксентеом Лизаразуом резултирао је слободним ударцем за Бајерн. Следећи слободни ударац који је извео Чириако Сфорца је прихвати Пабло Тијам али је шутирао преко гола Ливерпула. Ливерпул се прегруписао и њихов следећи напад је замало резултирао још једним голом. Хескијев пас ка Овену га је ослободио одбране Бајерна и изашао један на један са Оливером Каном. Овен је покушао да пребаци лопту преко Кана, али је голман Бајерна успео да одбрани ударац. Одмах потом Бајерн је био у нападу. Дефанзивац Бајерна Вили Сањол је заобишао Рисеа и центрирао у шеснаестерац, центаршут је дочекао Ђоване Елбер чији је ударац главом отишао поред гола Ливерпула. Како се прво полувреме ближило крају, Ливерпул је имао још један напад. Хаман је додао лопту до Хескија на ивици шеснаестерца Бајерна, Хески је потом прошао поред Томаса Линкеа и Ковача, дефанзивца Бајерна, и шутирао ниско поред Кана и довео Ливерпул у вођство од 2-0.
Ливерпул је започео друго полувреме и у року од 13 секунди постигао је погодак и повео је са 3–0. Дефанзивац Ливерпула Џејми Карагер је шутирао лопту на половину Бајерна, дефанзивац Тијам је промашио његов ударац главом, и лопта је дошла до Овена, који је контролисао лопту десном ногом, а затим левом ногом убацио лопту у гол Бајерна. Бајерн је смањио заостатак у 57. минути када је погодио Салихамиџић. Убацио је лопту главом у гол Ливерпула из Бајерновог првог корнера на мечу и смањио заостатак на два гола. Средином полувремена оба тима су извршила замене. Бајерн је заменио Сфорцу, Клаудија Пизара и Салихамиџића са Ником Ковачем, Карстеном Јанкером и Рокеом Санта Крузом. Ливерпул је заменио Џерарда и Рисеа и увео Игора Бишћана и Денија Марфија. Ливерпул је почео да додаје лопту по средини и одбрани у покушају да троше време, међутим у 82. минуту Бајерн је поново погодио. Замена Јанкер је убацио лопту у гол Ливерпула након центаршута Елбера. Одмах потом Бајерн је имао прилику да изједначи, али је Лизаразу шутирао право у голмана Ливерпула Сандера Вестервелда. Више голова није постигнуто, а судија је дувао за крај са коначним резултатом утакмице од 3–2 за Ливерпул.

### Детаљи
| Бајерн Минхен                | 2–3      | Ливерпул                        |
| ---------------------------- | -------- | ------------------------------- |
| Салихамиџић 57’ · Јанкер 82’ | Извештај | Рисе 23’ · Хески 45’ · Овен 46’ |

| Бајрн Минхен | Ливерпул |

| GK               | 1  | Оливер Кан (c)    |  |     |
| CB               | 12 | Роберт Ковач      |  |     |
| CB               | 6  | Пабло Тиам        |  |     |
| CB               | 25 | Томас Линке       |  |     |
| RM               | 2  | Вили Сањол        |  |     |
| CM               | 10 | Чириако Сворца    |  | 66’ |
| CM               | 23 | Овен Харгривс     |  |     |
| LM               | 3  | Биксенте Лизаразу |  |     |
| RF               | 14 | Клаудио Пизаро    |  | 66’ |
| CF               | 9  | Ђоване Албер      |  |     |
| LF               | 20 | Хасан Салихамиџић |  | 72’ |
| Резервни играчи: |    |                   |  |     |
| GK               | 22 | Бернд Дрехер      |  |     |
| DF               | 4  | Самуел Куфур      |  |     |
| MF               | 8  | Нико Ковач        |  | 66’ |
| MF               | 17 | Торстен Финк      |  |     |
| FW               | 19 | Карстен Јанкер    |  | 66’ |
| FW               | 21 | Александер Циклер |  |     |
| FW               | 24 | Роке Санта Круз   |  | 72’ |
| Менаџер:         |    |                   |  |     |
| Отмар Хицфелд    |    |                   |  |     |

| GK               | 1  | Сандер Вестерфелд |     |     |
| RB               | 6  | Маркус Бабел      |     |     |
| CB               | 4  | Сами Хипије (c)   |     |     |
| CB               | 2  | Стефан Аншо       |     |     |
| LB               | 23 | Џејми Карагер     |     |     |
| RM               | 21 | Гари Мекалистер   |     |     |
| CM               | 17 | Стивен Џерард     |     | 66’ |
| CM               | 16 | Дитмар Хаман      | 14’ |     |
| LM               | 18 | Јон Арне Рисе     |     | 70’ |
| CF               | 8  | Емил Хески        |     |     |
| CF               | 10 | Мајкл Овен        |     | 83’ |
| Резервни играчи: |    |                   |     |     |
| GK               | 19 | Пеги Арфексад     |     |     |
| DF               | 27 | Грегори Вињал     |     |     |
| MF               | 11 | Џејми Реднап      |     |     |
| MF               | 13 | Дани Мерфи        |     | 70’ |
| MF               | 25 | Игор Бишћан       |     | 66’ |
| FW               | 9  | Роби Фаулер       |     | 83’ |
| FW               | 37 | Јари Литманен     |     |     |
| Менаџер:         |    |                   |     |     |
| Жерар Улије      |    |                   |     |     |

| Играч утакмице: Мајкл Овен (Ливерпул) Помоћне судије: Карлос Мануел Фереира (Португалија) Жозе Мануел Силва (Португалија) Четврти судија: Антонио Мануел Алмеида Коста (Португалија) | Правила утакмице - Игра се 90 минута - У случају нерешеног играју се продужици 30 минута до златног гола ако је потребно - Приступа се извођењу једанаестераца ако је резултати и даље изједначен - Седам именованих замена, од којих се могу користити до три |